# Ţarqeţey
Ţarqeţey (persiska: طرقطی) är en ort i Iran.   Den ligger i provinsen Khorasan, i den nordöstra delen av landet, 800 km öster om huvudstaden Teheran. Ţarqeţey ligger 776 meter över havet och antalet invånare är 167.
Terrängen runt Ţarqeţey är huvudsakligen kuperad, men den allra närmaste omgivningen är platt. Runt Ţarqeţey är det ganska tätbefolkat, med 185 invånare per kvadratkilometer. Närmaste större samhälle är Qarah Tīkān, 14,0 km öster om Ţarqeţey. Omgivningarna runt Ţarqeţey är i huvudsak ett öppet busklandskap.